# NGC 586
NGC 586 је спирална галаксија у сазвежђу Кит која се налази на NGC листи објеката дубоког неба.
Деклинација објекта је - 6° 53' 35" а ректасцензија 1h 31m 36,8s. Привидна величина (магнитуда) објекта NGC 586 износи 13,2 а фотографска магнитуда 14,1. NGC 586 је још познат и под ознакама MCG -1-5-1, PGC 5679.